# Arctic Submarine Laboratory

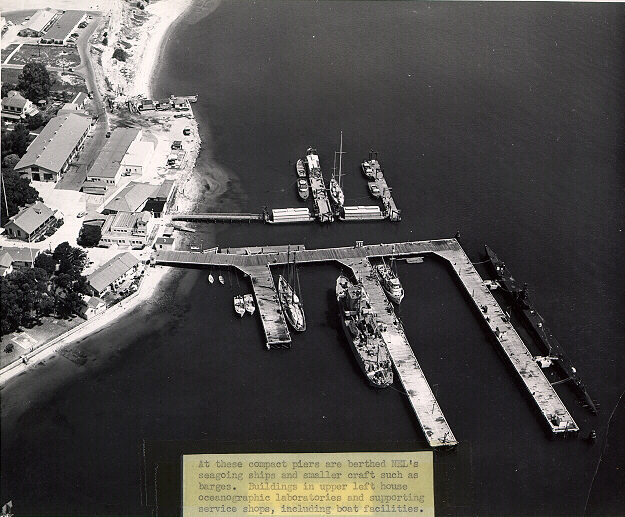
Arctic Submarine Laboratory

L'Arctic Submarine Laboratory est un laboratoire de recherche de l'US Navy rattaché au Navy Electronics Laboratory et situé à San Diego, Californie. Fondé après la Seconde Guerre mondiale, les recherches portent sur l'exploration de l'océan Arctique, le but étant de rendre possible les manœuvres de sous-marins d'attaque sous la banquise.
Le laboratoire a été fondé par le Dr Waldo K. Lyon (en). Ce dernier et le chercheur Art Roshon ont mis au point un sonar utilisable sous la glace, ce qui permit à un sous-marin de Classe Sturgeon d'effectuer le premier voyage sous la glace.
Les recherches ont notamment abouti le 3 août 1958, lorsque l'USS Nautilus (SSN-571) devint le premier bâtiment à naviguer sous la calotte glaciaire du pôle Nord.
Le laboratoire continue toujours ses missions en soutenant chaque année l'Applied Physics Laboratory Ice Station et en suivant de près les opérations des sous-marins américains sous la glace (ICEX : Ice Exercice).